# إم آر 31
إم آر 31 MR 31 هي رأس نووي فرنسي، صنع ليحمل مع الصاروخ إس 2.
كانت لديه قوة تدميرية بلغت 120 كيلو طن، وكان من البلوتونيوم الصافي. دخل الخدمة في أغسطس 1970، وخرج منها في يونيو 1980.